# مدونا جیموتئا
مادونا جیموتئا (به انگلیسی: Madonna Gimotea) ژیمناست زادهٔ ۶ اکتبر ۱۹۷۴ میلادی اهل کشور کانادا است.